# Intendente de la provincia de Aconcagua
El intendente de la Provincia de Aconcagua, o simplemente intendente de Aconcagua, fue la autoridad responsable del gobierno y administración de la provincia de Aconcagua, Chile, existente entre 1823 y 1976.

## Antecedentes
Con la creación de la Provincia de Aconcagua en 1826, se creó el cargo de intendente provincial de Aconcagua. El primero en ocupar el cargo fue Martín Prats Urízar.
En 1928 la provincia de Aconcagua fue fusionada con la provincia de Valparaíso, fijándose su capital en Valparaíso hasta la restauración de la segunda provincia en la década de 1930, retornando a ser San Felipe su capital.
Durante el proceso de regionalización iniciado en 1974, la provincia de Aconcagua quedó relegada a un segundo plano, dependiendo desde el 1 de enero de 1976 de Valparaíso al conformar junto a la antigua Aconcagua y Valparaíso, además del departamento de San Antonio (perteneciente hasta entonces a la provincia de Santiago) para conformar la nueva Región de Valparaíso. Como consecuencia, el cargo de intendente de Aconcagua no tiene continuidad desde aquel año, (que recién en 1979 cambió su denominación a V Región de Valparaíso).
Esta región, señala el documento, estaría integrada principalmente por las nuevas provincias de Aconcagua y Valparaíso. La normativa, sin embargo, no entraría en vigencia de inmediato, sino que a contar del 1 de enero de 1976.

## Intendentes
Esta lista está incompleta.
| Imagen | Nombre                       | Partido          | Período                 |
| ------ | ---------------------------- | ---------------- | ----------------------- |
|        | Martín Prats Urízar          | —                | 1826-1827               |
|        | José Joaquín Pérez Mascayano | —                | 1827-¿?                 |
|        | Juan Evanjelista Rozas       | -                | 1 de octubre de 1831-¿? |
|        | Fernando Urízar Garfias      | Liberal          | 1837-¿?                 |
|        | José Manuel Novoa Sanhueza   | Conservador      | 1841–1841               |
|        | Juan F. Fuenzalida           | -                | 1851?-¿?                |
|        | Francisco Bascuñán Guerrero  | -                | 1857-1858               |
|        | José Antonio Soffia          | —                | 1870-1870               |
|        | Jorge Astaburuaga Vergara    | Conservador      | 1890–1891               |
|        | Joaquín Santa Cruz Vargas    | Radical          | 1891-1892               |
|        | Julio Puga Borne             | Liberal          | 1900-¿1903?             |
|        | David Hermosilla Guerra      | —                | 1929-1930               |
|        | Lautaro Rosas Andrade        | -                | (subrogante) 1930       |
|        | Joaquín Fernández Fernández  | Independiente    | 1931-1931               |
|        | Pedro María Rivas Vicuña     | Radical          | 1933-1935               |
|        | Vasco Valdebenito García     | Socialista       | 1945-¿?                 |
|        | Nelson Jaime Ávila Contreras | Social Demócrata | 1970-1972               |
|        |                              | -                | -1 de enero de 1976     |